# Ardisia biflora
Ardisia biflora là một loài thực vật có hoa trong họ Anh thảo. Loài này được King & Gamble mô tả khoa học đầu tiên năm 1906.